# Engyum transversum
Engyum transversum är en skalbaggsart som beskrevs av Martins 1970. Engyum transversum ingår i släktet Engyum och familjen långhorningar. Inga underarter finns listade i Catalogue of Life.